# 米利亚尼科
米利亚尼科是意大利阿布鲁佐大区基耶蒂省的一个镇。